# ليبي هيمان
ليبي هنريتا هايمان (6 ديسمبر 1888 - 3 أغسطس 1969)، وهي كانت عالمة حيوان أمريكية. كتبت دليل المختبر المستخدم على نطاق واسع لتشريح الفقاريات المقارنة في عام 1922 (تمت مراجعته في عام 1942)

## حياتها
ولدت في دي موين، أيوا (الولايات المتحدة) وهي ابنة جوزيف هايمان وسابينا «بينا» نيومان. تبنى والد هايمان، وهو بولندي روسي، اللقب عندما هاجر إلى الولايات المتحدة عندما كان شابًا. امتلك متاجر ملابس لكن كانت موارد الأسرة محدودة. كان في المنزل يُطلب منها القيام بالكثير من الأعمال المنزلية. استمتعت بالقراءة، وخاصة الكتب التي كتبها تشارلز ديكنز في منزل والداها الصغير، وأبدت بالزهور اهتمامًا كبيرًا، التي تعلمت تصنيفها. كما جمعت الفراشات والعث، وكتبت فيما بعد، «أعتقد أن اهتمامي بالطبيعة هو شئ جمالي في المقام الأول».
تخرجت ليبي هيمان من المدرسة الثانوية في (فورت دودج) عام 1905 كأصغر عضو في صفها والأكثر تفوقاً.ثم بدأت العمل في مصنع محلي، تلصق فيه ملصقات على علب الحبوب. أقنعها مدرسها في المدرسة الثانوية للغة الإنجليزية والألمانية بالالتحاق بجامعة شيكاغو، التي التحقت بها عام 1906 في منحة دراسية لمدة عام واحد. واصلت في الجامعة مع مزيد من المنح الدراسية والوظائف الاسمية. ابتعدت عن علم النبات بسبب مساعد مختبر غير سار، جربت الكيمياء لكنها لم تعجبها إجراءاتها الكمية. ثم أخذت علم الحيوان وشجعها البروفيسور تشارلز مانينغ تشايلد (عالم حيوان أمريكي). بعد تلقي درجة البكالوريوس في علم الحيوان عام 1910، عملت بناء على نصيحة البروفيسور تشارلز مانينغ تشايلد لمواصلة عمل الدراسات العليا في جامعة شيكاغو. دعمت نفسها كمساعدة مختبرية في دورات مختلفة في علم الحيوان، ثم حصلت على الدكتوراه في علم الحيوان في عام 1915، مع أطروحة حول التجديد في بعض الديدان الحلقيّة. ثم قبلت منصب مساعد باحث في مختبر البروفيسور تشارلز مانينغ تشايلد، ودرست للطلبة في البكالوريوس علم التشريح المقارن.
بعد وفاة والدها في عام 1907، انتقلت والدتها إلى شيكاغو، فأعاد ذلك إلى ليبي هيمان ما قلته عن تلك الايام «إلى نفس الظروف غير السارة التي استمرت حتى وفاة والدتي عام 1929. لم أتلق أي تشجيع من عائلتي لمواصلة مسيرتي الأكاديمية؛ في الواقع إصراري على الالتحاق بالجامعة قوبل بسخرية. في المنزل كان التوبيخ واكتشاف الأخطاء حصتي اليومية»(نقلاً عن هتشنسون، ص).

## عملها
كتبت ليبي هنريتا هايمان دليلًا مختبريًا لعلم الحيوان الأساسي (1919) وذلك بناء على طلب من مطبعة جامعة شيكاغو،  والذي سرعان ما استخدم على نطاق واسع وذلك ما اثار دهشتها ثم اتبعت هذا
الاسلوب مرة أخرى بناء على طلب الناشر، فمع الدليل المختبري لتشريح الفقاريات المقارن (1922) والذي حقق نجاحًا كبيرًا أيضًا. ومع ذلك كانت باللافقاري اتأكثر اهتماماً. وبحلول عام 1925 كانت تفكر في كيفية إعداد دليل مختبري في هذا المجال ولكن «بعض الزملاء الغير مذكور اسمائهم اقنعوها بكتابة نص متقدم» (مقتبس من Hutchinson في صفحة (107).
أثناء وجودها في جامعة شيكاغو، كتبت ليبي هايمان أوراقًا تصنيفية أيضًا حول اللافقاريات مثل Turbellaria (الديدان المفلطحة) وأنواع أمريكا الشمالية من المياه العذبة (cnidarian Hydra). ونشرت طبعة مكبرة من أول دليل مختبري لها في عام 1929.
عام 1931، وجدت ليبي هايمان أنها يمكن أن تعيش على حقوق ملكية كتبها المنشورة، وأدركت أيضًا أن معلمها البروفيسور تشارلز مانينغ تشايلد كان على وشك التقاعد. لذلك استقالت من منصبها في شيكاغو. ثم قامت ليبي هايمان بجولة في غرب أوروبا لمدة خمسة عشر شهرًا، ثم عادت لبدء كتابة أطروحة عن اللافقاريات. ثم من أجل استخدام مكتبة المتحف الأمريكي للتاريخ الطبيعي استقرت في مدينة نيويورك بالولايات المتحدة الأمريكية، وفي ديسمبر 1936، أصبحت زميلة أبحاث غير مدفوعة في المتحف، والتي زودتها بمكتب لها لبقية حياتها.

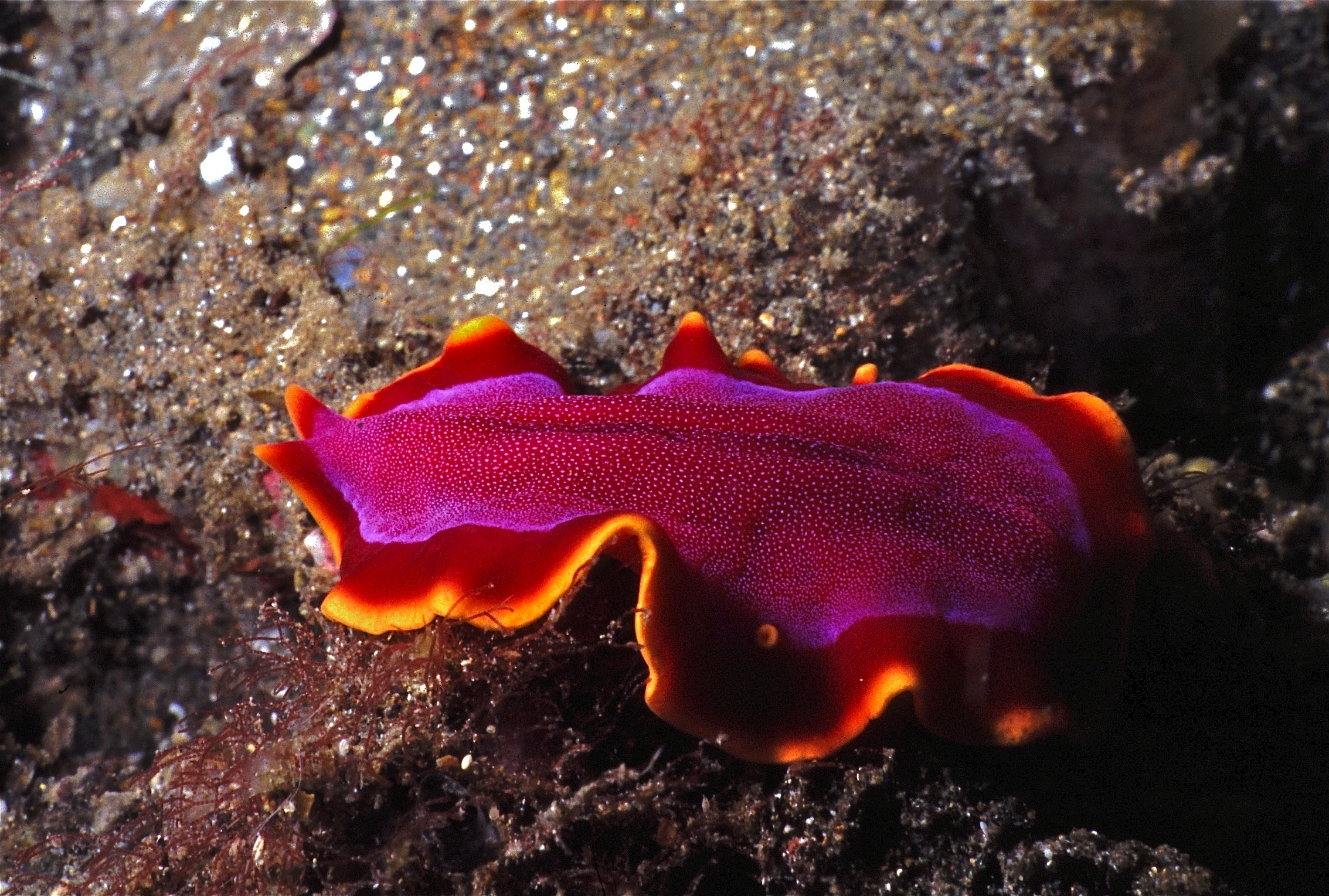
Pseudoceros ferrugineus - Hyman, 1959

وابتكرت هناك أطروحتها المكونة من ستة مجلدات حول اللافقاريات مستندة على معرفتها بالعديد من اللغات الأوروبية والروسية (والتي تعلمتها من والدها). جمعت مذكرات من الكتب والأوراق العلمية، بما في ذلك تلك الموجودة في العديد من المجلات التي اشتركت فيها، ونظمت الملاحظات على البطاقات، وكتبت حسابًا لكل مجموعة من اللافقاريات. أخذت دروس الفن لتوضيح عملها بطريقة احترافية. كما أمضت العديد من فصول الصيف في دراسة العينات ورسم الرسوم التوضيحية في مختبر برمودا البيولوجي ومختبر الأحياء البحرية و mt. المختبر البيولوجي لجزيرة الصحراء ومحطة بوجيه ساوند البيولوجية.
كتبت حوالي 136 ورقة بحثية عن علم وظائف الأعضاء وعلم اللاهوت النظامي لللافقاريات السفلية ونشرت أوراقًا فنية حول الديدان الحلقيّة والديدان المتعددة اللافقاريات وغيرها من اللافقاريات. وعلقت في رسالة: «إن البوليكلادات في برمودا كانت جميلة للغاية لدرجة أنني لم أستطع مقاومة جمعها واكتشاف أخطاء فيريل» (مقتبسة من شرام في صفحة 126). كان (أديسون إيمري فيريل) خبيرًا سابقًا في تصنيف اللافقاريات.

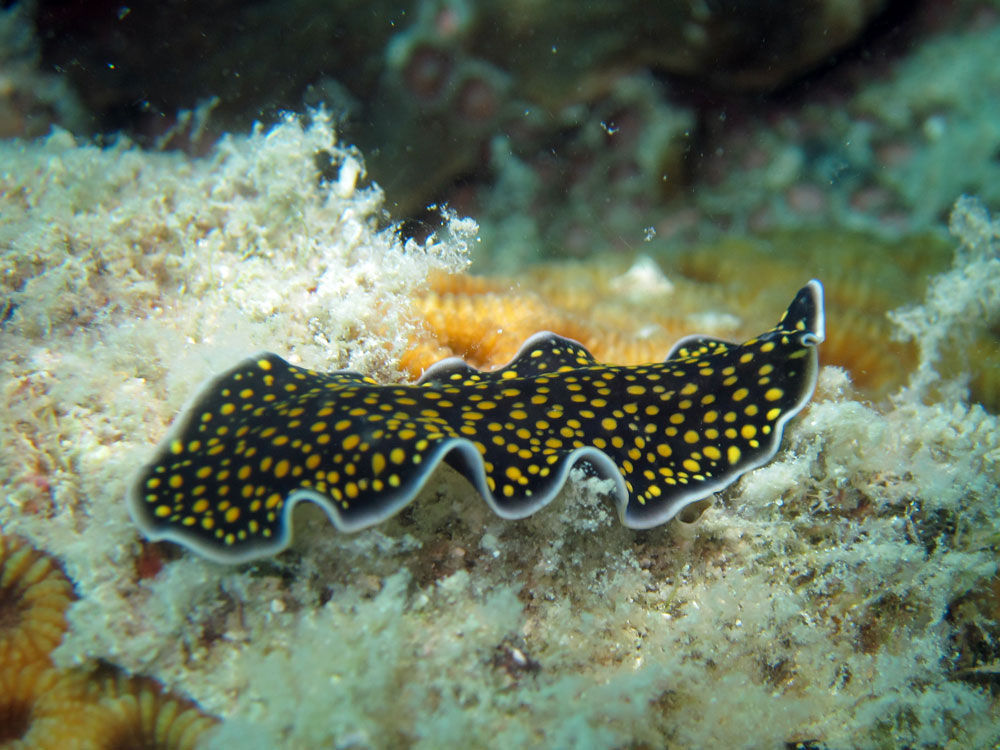
Thysanozoon nigropapillosum - Hyman, 1959

عملت ليبي هايمان كمحرر لمجلة علم الحيوان المنهجي من عام 1959 إلى عام 1963. وفي عام 1960، تم انتخابها زميلة في الأكاديمية الأمريكية للفنون والعلوم. عام 1961 تم تكريمها بعضوية الأكاديمية الوطنية للعلوم، والتي حصلت منها على وسام دانيال جيرو إليوت عام 1951. كما ايضا حصلت على الميدالية الذهبية من جمعية Linnean في لندن (1960) وميدالية ذهبية من المتحف الأمريكي للتاريخ الطبيعي (1969). توفيت بعد إصابتها بمرض باركنسون في مدينة نيويورك.

## التراث الطبيعي
خلال بحث ليبي هايمان عن الديدان، قامت بتسمية ووصف العديد من الأنواع والأجناس والسلالات الفرعية.
وفقًا للسجل العالمي للأنواع البحرية (11 سبتمبر 2018):
Ordres
- Mermithida Hyman, 1951
- Lecanicephalidea Hyman, 1951

Genres
- Afronta Hyman, 1944
- Anandroplana Hyman, 1955
- Aquaplana Hyman, 1953
- Asolenia Hyman, 1959
- Callioplanidae Hyman, 1953
- Coronadena Hyman, 1940
- Crassandros Hyman, 1955
- Crassiplana Hyman, 1955
- Digynopora Hyman, 1940
- Diplandros Hyman, 1953
- Diporodemus Hyman, 1938
- Ectocotyla Hyman, 1944
- Kenkia Hyman, 1937
- Kenkiidae Hyman, 1937
- Longiprostatum Hyman, 1953
- Mesostominae Hyman, 1955
- Mexistylochus Hyman, 1953
- Nesion Hyman, 1956
- Nymphozoon Hyman, 1959
- Paraplehnia Hyman, 1953
- Parviplana Hyman, 1953
- Planctoplanella Hyman, 1940
- Macginitiella Hyman, 1953
- Marcusia Hyman, 1953
- Monosolenia Hyman, 1953
- Probursa Hyman, 1944
- Sphalloplana Hyman, 1937
- Spinicirrus Hyman, 1953
- Taenioplana Hyman, 1944

```
Espèces et sous-espèces
```

- Acanthozoon albopapillosum Hyman, 1959
- Acerotisa arctica Hyman, 1953
- Acerotisa baiae Hyman, 1940
- Acerotisa californica Hyman, 1953
- Adenoplana platae Hyman, 1955
- Afronta aurantiaca Hyman, 1944
- Allogenus kerguelenense (Hyman, 1958)
- Alloioplana stylifera (Hyman, 1953)
- Amaga buergeri (Hyman, 1955)
- Amaga contamanensis (Hyman, 1955)
- Amphiscolops bermudensis Hyman, 1939
- Anandroplana muscularis Hyman, 1955
- Anandroplana portoricensis Hyman, 1955
- Anoplodium longeductum Hyman, 1960
- Anoplodium ramosum Hyman, 1960
- Aprostatum clippertoni (Hyman, 1939)
- Aquaplana pacifica Hyman, 1959
- Armatoplana reishi (Hyman, 1959)
- Asolenia deilogyna Hyman, 1959
- Australopacifica subpallida (Hyman, 1939)
- Bipalium adventitium Hyman, 1943
- Bipalium costaricensis Hyman, 1939
- Boninia antillarum (Hyman, 1955)
- Caenoplana coerulea vaga (Hyman, 1943)
- Cladonema californicum Hyman, 1947
- Crassandros dominicanus Hyman, 1955
- Crassiplana albatrossi Hyman, 1955
- Cryptocelis insularis Hyman, 1953
- Cryptocelis occidentalis Hyman, 1953
- Dendrocoelopsis americana (Hyman, 1939)
- Dendrocoelopsis vaginata Hyman, 1935
- Desmorhynchus angustus Hyman, 1941
- Digynopora americana Hyman, 1940
- Diplandros singularis Hyman, 1953
- Diplehnia caeca (Hyman, 1953)
- Diplehnia caeca oculifera (Hyman, 1953)
- Diporodemus indigenus Hyman, 1943
- Diporodemus plenus Hyman, 1941
- Diporodemus yucatani Hyman, 1938
- Diposthus popeae Hyman, 1959
- Dugesia microbursalis (Hyman, 1931)
- Emprosthopharynx hancocki (Hyman, 1953)
- Enchiridium punctatum Hyman, 1953
- Endeavouria septemlineata (Hyman, 1939)
- Enterogonia orbicularis pigrans Hyman, 1939
- Eulatocestus galapagensis (Hyman, 1953)
- Euplana carolinensis Hyman, 1940
- Euplanaria microbursalis Hyman, 1931
- Euplanaria novangliae Hyman, 1931
- Euplanaria philadelphica Hyman, 1931
- Euplanaria tigrina novangliae Hyman, 1931
- Euplanoida tropicalis (Hyman, 1954)
- Euprosthiostomum exiguum (Hyman, 1959)
- Eurylepta californica Hyman, 1959
- Eurylepta multicelis (Hyman, 1955)
- Eurylepta rugosa (Hyman, 1959)
- Euryleptodes insularis Hyman, 1953
- Fonticola cavernicola (Hyman, 1954)
- Fonticola oregonensis (Hyman, 1963)
- Fonticola subterranea (Hyman, 1937)
- Geocentrophora tropica Hyman, 1941
- Geoplana alterfusca Hyman, 1962
- Geoplana fuhrmanni Hyman, 1962
- Geoplana fusca Hyman, 1962
- Geoplana unicolor Hyman, 1955
- Gigantea bistriata (Hyman, 1962)
- Gigantea chiriquii (Hyman, 1962)
- Gigantea montana (Hyman, 1939)
- Gigantea unicolor (Hyman, 1955)
- Girardia arimana (Hyman, 1957)
- Girardia microbursalis (Hyman, 1931)
- Girardia sanchezi Hyman, 1955
- Girardia titicacana (Hyman, 1939)
- Gnesioceros sargassicola lata Hyman, 1939
- Heterochaerus sargassi (Hyman, 1939)
- Hoploplana californica Hyman, 1953
- Hydra cauliculata Hyman, 1938
- Hydra utahensis Hyman, 1931
- Imogine exiguus Hyman, 1953
- Imogine pulcher Hyman, 1940
- Imogine tripartitus Hyman, 1953
- Kaburakia oceanica (Hyman, 1955)
- Kenkia glandulosa (Hyman, 1956)
- Kenkia rhynchida Hyman, 1937
- Koinostylochus ostreophagus (Hyman, 1955)
- Latocestus brasiliensis Hyman, 1955
- Latocestus mexicana (Hyman, 1953)
- Latoplana levis (Hyman, 1953)
- Leptoplana vesiculata Hyman, 1939
- Leptostylochus novacambrensis Hyman, 1959
- Lobatozoum bilobatum Hyman, 1963
- Longiprostatum rickettsi Hyman, 1953
- Macginitiella delmaris Hyman, 1953
- Maritigrella crozieri (Hyman, 1939)
- Marcusia ernesti Hyman, 1953
- Mesostoma arctica Hyman, 1938
- Mesostoma californicum Hyman, 1957
- Mesostoma columbianum Hyman, 1939
- Mesostoma curvipenis Hyman, 1955
- Mesostoma macropenis Hyman, 1939
- Mesostoma macroprostatum Hyman, 1939
- Mesostoma vernale Hyman, 1955
- Microplana rufocephalata Hyman, 1954
- Monocelis durhami Hyman, 1964
- Monosolenia asymmetrica Hyman, 1953
- Nesion arcticum Hyman, 1956
- Notocomplana longiducta (Hyman, 1959)
- Notocomplana longisaccata (Hyman, 1959)
- Notocomplana mexicana (Hyman, 1953)
- Notogynaphallia andina (Hyman, 1962)
- Notogynaphallia quinquestriata (Hyman, 1962)
- Notoplana inquilina Hyman, 1955
- Notoplana insularis Hyman, 1939
- Notoplana micronesiana Hyman, 1959
- Nymphozoon bayeri Hyman, 1959
- Obama catharina Hyman, 1957
- Ommatoplana mexicana Hyman, 1953
- Palaua tropica (Hyman, 1950)
- Paraplanocera fritillata Hyman, 1959
- Paraplanocera oceanica (Hyman, 1953)
- Pasipha aphalla (Hyman, 1941)
- Pasipha diminutiva (Hyman, 1955)
- Phaenoplana longipenis (Hyman, 1953)
- Phagocata cavernicola Hyman, 1954
- Phagocata monopharyngea Hyman, 1945
- Phagocata subterranea Hyman, 1937
- Phagocata woodworthi Hyman, 1937
- Plagiostomum album Hyman, 1938
- Planctoplanella atlantica Hyman, 1940
- Planocera pacifica Hyman, 1954
- Planocera tridentata Hyman, 1953
- Polycelis tibetica (Hyman, 1934)
- Praestheceraeus bellostriatus (Hyman, 1953)
- Probursa veneris Hyman, 1944
- Procerodes pacificus Hyman, 1954
- Prostheceraeus floridanus Hyman, 1955
- Prostheceraeus zebra Hyman, 1955
- Prosthiostomum griseum Hyman, 1959
- Prosthiostomum latocelis Hyman, 1953
- Prosthiostomum multicelis Hyman, 1953
- Prosthiostomum parvicelis Hyman, 1939
- Pseudobiceros bajae (Hyman, 1953)
- Pseudobiceros ferrugineus (Hyman, 1959)
- Pseudobiceros fulvogriseus (Hyman, 1959)
- Pseudoceros albomarginatus Hyman, 1959
- Pseudoceros ater Hyman, 1959
- Pseudoceros caeruleocinctus Hyman, 1959
- Pseudoceros canadensis Hyman, 1953
- Pseudoceros corallophilus Hyman, 1954
- Pseudoceros fuscogriseus Hyman, 1959
- Pseudoceros griseus Hyman, 1959
- Pseudoceros habroptilus Hyman, 1959
- Pseudoceros mexicanus Hyman, 1953
- Pseudoceros montereyensis Hyman, 1953
- Pseudoceros texanus Hyman, 1955
- Pseudoceros tristriatus Hyman, 1959
- Pseudogeoplana panamensis (Hyman, 1941)
- Pseudogeoplana ucayalensis (Hyman, 1955)
- Rectocephala exotica Hyman, 1953
- Rhynchodemus americanus Hyman, 1943
- Rhynchodemus angustus (Hyman, 1941)
- Rhynchodemus oahuensis Hyman, 1939
- Sorocelis americana Hyman, 1939
- Sphalloplana alabamensis Hyman, 1945
- Sphalloplana buchanani Hyman, 1937
- Sphalloplana georgiana Hyman, 1954
- Sphalloplana hoffmasteri Hyman, 1954
- Sphalloplana hubrichti (Hyman, 1945)
- Sphalloplana kansensis Hyman, 1945
- Sphalloplana mohri Hyman, 1938
- Sphalloplana pricei Hyman, 1937
- Sphalloplana virginiana Hyman, 1945
- Spinicirrus inequalis Hyman, 1953
- Stylochocestus hewatti (Hyman, 1955)
- Stylochoplana inquilina Hyman, 1950
- Stylochoplana limnoriae (Hyman, 1953)
- Stylochoplana minuta Hyman, 1959
- Stylochoposthia bella (Hyman, 1959)
- Stylochus atentaculatus Hyman, 1953
- Stylochus californicus Hyman, 1953
- Stylochus exiguus Hyman, 1953
- Stylochus franciscanus Hyman, 1953
- Stylochus insolitus Hyman, 1953
- Stylochus pulcher Hyman, 1940
- Stylochus tripartitus Hyman, 1953
- Syndesmis glandulosa Hyman, 1960
- Synsiphonium ernesti (Hyman, 1958)
- Taenioplana teredini Hyman, 1944
- Thalamoplana australis Hyman, 1959
- Thalamoplana insularis Hyman, 1955
- Thysanozoon californicum Hyman, 1953
- Thysanozoon flavotuberculatum Hyman, 1939
- Thysanozoon hawaiiensis Hyman, 1960
- Thysanozoon nigropapillosum (Hyman, 1959)
- Thysanozoon sandiegiense Hyman, 1953
- Tripyloplana tripyla (Hyman, 1953)
- Vallentinia adherens Hyman, 1947

## وصلات خارجية
- ليبي هيمان على موقع الموسوعة البريطانية (الإنجليزية)
- National Academy of Sciences Biographical Memoir